# Bedros I (ormiański patriarcha Jerozolimy)
Bedros I (ur. ?, zm. ?) – w latach 1501–1507 ormiański Patriarcha Jerozolimy.